# هان دا-مین
هان دا-مین (کره‌ای: 한다민؛ زادهٔ هام می-نا در ۱ نوامبر ۱۹۸۳) بازیگر اهل کره جنوبی است. او در مجموعه تلویزیونی تو فقط مال منی ایفای نقش کرده‌است.

## فیلم‌شناسی

### فیلم
| سال  | عنوان           | نقش       |
| ---- | --------------- | --------- |
| ۲۰۰۶ | افسانه هفت کاتر | لی یون-آه |

### مجموعه‌های تلویزیونی
| سال  | عنوان                              | نقش                         | شبکه    |
| ---- | ---------------------------------- | --------------------------- | ------- |
| ۲۰۰۶ | سئول ۱۹۴۵                          | پرستار یانگ                 | کی‌بی‌اس۱ |
| ۲۰۰۶ | مرد نامرئی چوی جانگ سو             | جونگ سون-کیونگ              | کی‌بی‌اس۲ |
| ۲۰۰۶ | اگه می‌تونی عاشقم باش               | لی جی-هه                    | ام‌بی‌سی  |
| ۲۰۰۶ | دراما سیتی "십분간, 당신의 사소한" | معلم دوران جوانی لی هوا-این | کی‌بی‌اس۲ |
| ۲۰۰۷ | جراح بونگ دال-هی                   | مادر مین-جی                 | اس‌بی‌اس  |
| ۲۰۰۷ | مری شاد                            | The Clever One              | ام‌بی‌سی  |
| ۲۰۰۷ | کافه پرنس                          | هان بیول                    | ام‌بی‌سی  |
| ۲۰۰۷ | دراما سیتی "신파를 위하여"         | لی جونگ-آه                  | کی‌بی‌اس۲ |
| ۲۰۰۷ | پادشاه و من                        | ملکه گونگ‌هی                 | اس‌بی‌اس  |
| ۲۰۰۸ | نیاز: داماد                        | هان اون-سو                  | اس‌بی‌اس  |
| ۲۰۰۸ | اتفاقات شاد چونجا                  | پارک جونگ-یون               | ام‌بی‌سی  |
| ۲۰۰۹ | هابیل و قابیل                      | لی جونگ-مین                 | اس‌بی‌اس  |
| ۲۰۱۰ | دونگ‌یی                             | اون-گوم                     | ام‌بی‌سی  |
| ۲۰۱۰ | غول                                | چون سو-یون                  | اس‌بی‌اس  |
| ۲۰۱۴ | تو فقط مال منی                     | لی یو-را                    | اس‌بی‌اس  |